# Shkurte Fejza
Shkurte Fejza (Suva Reka, 18 novembre 1961) è una cantante albanese, la più famosa del Kosovo.

## Biografia
Shkurte è nata nel villaggio di Mushtisht, nella municipalità di Therandë (Suhareka), nel distretto di Prizren. Ha fatto le scuole medie superiori e le scuole superiori a Prizren e Prishtina. 
Ha iniziato la sua carriera da cantante partecipando al festival di Prizren intitolato Takimet e Majit, nel maggio del '75. Qui ha guadagnato il primo posto e ha anche vinto il premio di Debutantja më e suksesshme.
Fa parte di un gruppo chiamato Afërdita.
Cantante molto nota nel suo paese, si ispira alle canzoni tradizionali albanesi; le sue canzoni descrivono le sofferenze del suo popolo, mescolando tradizioni e musiche popolari. Tra i cantanti di musica folk albanese tradizionale è la più nota insieme a Shyhrete Behluli, Remzije Osmani, Sabri Fejzullahu.

## Album
- Cke Kosove Qe Po Leshon Za (1987)
- Gurr E Shkrepa Po Ushtojn (1988)
- Oj Kosove Nena Ime (1989)
- Mbahu Neno Mos Ke Frike (1990)
- Per Memedhene (1991)
- Kam Nje Lot Me Pikon Si Ar (1992)
- Qendro (1993)
- Guri I Krujës (1993)
- Vdekje Ska (1995)
- E Kam Emrin Kosovar (1997)
- Bashkojme Krushqit Per Kosoven (1998)
- Kenge Nga Zemra (1999)
- Jo Nuk Ndahet Mitrovica (2000)
- Fluturoi Shqipja N'kumanovë (2000)
- Sy Zeza E Kosoves (2001)
- Kosove-shqiperi (2002)
- Te Dua Kosove (2003)
- E Bardha Vere (2004)
- Shqiptari Te Dua (2005)
- Feston Kosova (2006)
- Pritem Nane (2007)
- Malli (2008)
- Grupi I Pavarsise (2009)
- Per Ju Deshmore (2009)
- Moj Sheqer (2010)